# Vejle Stadion
Il Vejle Stadion è lo stadio utilizzato dal Vejle Boldklub per le partite casalinghe. In passato è stato utilizzato dal Vejle-Kolding.
Ospita gli incontri casalinghi della squadra di football americano dei Triangle Razorbacks.

## Football americano

### Incontri internazionali

#### EFAF Cup
Al Vejle Stadion sono stati giocati due incontri della EFAF Cup 2012, tra cui la finale.
| Vejle 14 maggio 2012, ore 15:00 5ª giornata    | Triangle Razorbacks | 57 – 12     | Seamen Milano | Vejle Stadion |
| \| \| \| \| \| \| Allenatori \| Paolo Mutti \| |                     |             |               |               |
|                                                |                     |             |               |               |
|                                                | Allenatori          | Paolo Mutti |               |               |

| Vejle 14 luglio 2012, ore 19:00 CEST Finale EFAF Cup | Triangle Razorbacks | 21 – 31 (0-7 14-7 7-17 0-0) referto | Søllerød Gold Diggers | Vejle Stadion (1300 spett.) |

### Incontri nazionali

#### Mermaid Bowl
| Vejle 12 ottobre 2012, ore 19:30 XXIV Mermaid Bowl | Triangle Razorbacks | 34 – 219 referto | Søllerød Gold Diggers | Vejle Stadion |